# Championnats d'Afrique de judo 1997
Navigation
Édition précédente Édition suivante
Les championnats d'Afrique de judo 1997 se déroulent du 17 au 19 juillet 1997 à Casablanca au Maroc.

## Résultats

### Individuel
- Dans les épreuves individuelles, disputées vendredi 18 et samedi 19 juillet 1997, les algériens avaient nettement dominé ces championnat en remportant dix médailles, dont six en or et trois en argent, sur les quatorze athlètes algériens (7 filles et 7 garçons) engagés dans ces joutes. Dix ont occupé une place au podium, deux se sont classés 5èmes et deux seulement n'ont pas pu passer les 1ers tours des éliminatoires.

### Hommes
| Catégories             | Or                              | Argent                     | Bronze                                               |
| ---------------------- | ------------------------------- | -------------------------- | ---------------------------------------------------- |
| –60 kg                 | Abdelouahed Idrisi Chorfi Maroc | Sami Mekni Tunisie         | Laval Collett Maurice Omar Rebahi Algérie            |
| –65 kg                 | Amar Meridja Algérie            | Abdoulkarim Seck Sénégal   | Makram Neili Tunisie Duncan Mackinnon Afrique du Sud |
| –71 kg                 | Nourredine Yagubi Algérie       | Eddy Andre Maurice         | Abdelatif Zauia Maroc David Kouassi Côte d'Ivoire    |
| –78 kg                 | Adil Belgaid Maroc              | Tolba Ridha Égypte         | Amady Mbaré Diop Sénégal                             |
| –86 kg                 | Ashraf Bahgat Égypte            | Yacine Silini Algérie      | Jean-Claude Raphael Maurice Charles Etame Cameroun   |
| –95 kg                 | Steve Biwole Abolo Cameroun     | Belkacem Hirech Algérie    | Mourad Zaghouan Tunisie Antonio Felicité Maurice     |
| +95 kg                 | Kamel Larbi Algérie             | Abdellaoui Abdelaziz Maroc | Ebode Tsanga Claude Cameroun Ahmed Ettaib Égypte     |
| Open Toutes catégories | Kamel Larbi Algérie             | Mourad Zaghouan Tunisie    | Steve Biwole Abolo Cameroun Ahmed Ettaib Égypte      |

### Femmes
| Catégories             | Or                              | Argent                             | Bronze                                                     |
| ---------------------- | ------------------------------- | ---------------------------------- | ---------------------------------------------------------- |
| –48 kg                 | Khadija El Hamdaoui Maroc       | Soleil Rasoafaniry Madagascar      | Lovelyn Orji-Ben Nigeria Tania D'Aguiar Afrique du Sud     |
| –52 kg                 | Salima Souakri Algérie          | Liezl Downing Afrique du Sud       | Louise Stephanie Zeh Cameroun Naina Ravaoarisoa Madagascar |
| –56 kg                 | Lynda Mekzine Algérie           | Augustine Ndzouli Ndoumbe Cameroun | Melanie Seidler Afrique du Sud Maryann Ekeada Nigeria      |
| –61 kg                 | Henriette Moller Afrique du Sud | Oukid Ourida Algérie               | Bilkisu Yusuf Nigeria Souad Benabdellah Maroc              |
| –66 kg                 | Sally Buckton Afrique du Sud    | Lea Zahoui Blavo Côte d'Ivoire     | Hanitra Razanamalala Madagascar Saida Dhahri Tunisie       |
| –72 kg                 | Mélanie Engoang Gabon           | Donna Ngo Batang Cameroun          | Marie Michelle St Louis Maurice Fatima El-Miftah Maroc     |
| +72 kg                 | Samira Chhab Maroc              | Adja Marieme Diop Sénégal          | Marguerita Goua Lou Côte d'Ivoire Sonia Ghorbel Tunisie    |
| Open Toutes catégories | Adja Marieme Diop Sénégal       | Sonia Ghorbel Tunisie              | Samira Chhab Maroc Sally Buckton Afrique du Sud            |

### Hommes
- 1er- Algérie 2e- Maroc 3e- Cameroun et Cote D'Ivoire .
- les judokas algériens  ont remporté dimanche soir 20 juillet 1997 .  la coupe d'Afrique des nations de judo (titre par équipe) , à l'issue  des 20èmes  championnats d'Afrique  de judo  qui sont déroulés  à Casablanca (Maroc) . les algériens ont battu en finale leurs homologues marocains par six victoires à une (6-1) - soit soixante points à dix .
- la troisième  place est revenue aux camerounais et aux ivoiriens  qui ont  défait  respectivement les sélections  d'Afrique du sud (55 points à 10) et d'ile Maurice (40 à 30) .

### Femmes
- 1er- Cameroun 2e- Afrique du sud 3e- Algérie et Maroc .
- Chez les dames , les algériennes , sous la conduite  de lynda mekzine  et salima souakri  championnes en individuels , se sont classées  avec les marocaines  à la 3-éme place , derrière  les camerounaises et les sud-africaines .
- chez les dames le Cameroun  s'est adjugé le titre aux dépens de l'Afrique du sud (4-3) soit (40 pts à 25 pts)  , devant le Maroc et l'Algérie , 3emes ex æquo .
- le Maroc  a battu la cote d'ivoire  par 4 victoires à 2 (soit ; 55 à 20 points) lors du match de classement .

## Tableau des médailles
| Rang | Nation         | Or | Argent | Bronze | Total |
| ---- | -------------- | -- | ------ | ------ | ----- |
| 1    | Algérie        | 6  | 3      | 1      | 10    |
| 2    | Maroc          | 4  | 1      | 4      | 9     |
| 3    | Afrique du Sud | 2  | 1      | 4      | 7     |
| 4    | Cameroun       | 1  | 2      | 4      | 7     |
| 5    | Sénégal        | 1  | 2      | 1      | 4     |
| 6    | Égypte         | 1  | 1      | 2      | 4     |
| 7    | Gabon          | 1  | 0      | 0      | 1     |
| 8    | Tunisie        | 0  | 3      | 4      | 7     |
| 9    | Maurice        | 0  | 1      | 4      | 5     |
| 10   | Côte d'Ivoire  | 0  | 1      | 2      | 3     |
| 10   | Madagascar     | 0  | 1      | 2      | 3     |
| 12   | Nigeria        | 0  | 0      | 3      | 3     |
|      | Total          | 16 | 16     | 31     | 63    |